# 667 a.C.

## Eventos
- 6 de fevereiro: início do ano egípcio que corresponde ao primeiro ano do reinado de Saosducino na Babilônia.[1]
- 667/666: Assurbanípal ataca o Egito, saqueia Tebas e deporta os líderes locais.[2]